# Ireneusz Raś
Ireneusz Jacek Raś, né le 30 septembre 1972 à Proszowice, est un homme politique polonais membre de la Plate-forme civique (PO), puis du Centrum dla Polski (en) (CdP) créé en 2022 et qu'il dirige.

## Biographie
Il est député à la Diète depuis le 19 octobre 2005, élu dans la circonscription de Cracovie-II.